# Clonación de especies extintas

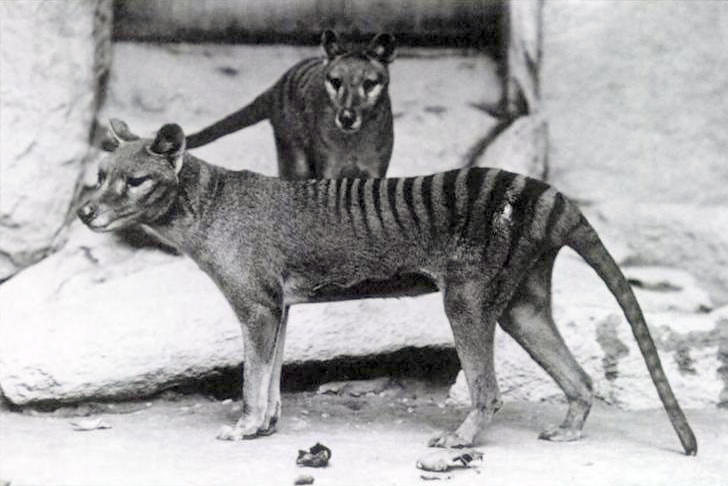
Ejemplares del tigre de Tasmania en un zoológico.

La clonación de especies extintas es el proceso de obtener clones de una especie extinta utilizando embriones y madres gestantes de especies cercanas a la extinta.
Uno de los objetivos previstos para la clonación fue el mamut lanudo, pero los intentos de extraer ADN de ejemplares encontrados congelados no han tenido éxito, aunque varios equipos estaban trabajando en ello.
En 2001, una vaca llamada Bessie parió un gaur clonado, una especie en peligro, pero el ternero murió después de dos días.
En 2003, un banteng fue clonado con éxito a partir de células congeladas años antes, además también fueron clonados con éxito tres gatos monteses africanos a partir de embriones congelados. Estos éxitos han dado esperanzas sobre la posibilidad de que otras especies extintas puedan ser clonadas. 
De cara a esta posibilidad; las muestras de tejidos del último bucardo (Capra pyrenaica pyrenaica) fueron congelados poco antes de su muerte accidental en 2000. En 2003 se implantaron embriones, con el ADN del bucardo hembra, en ejemplares de cabra híbridos, llegando uno de ellos a término. Nació, por cesárea, un clon de bucardo pero que falleció varios minutos después por problemas pulmonares. Un segundo intento se realizó en 2014, pero tampoco llegó a completarse con éxito.
Además de especies extintas, los investigadores también están considerando la clonación de especies en peligro de extinción como el panda gigante (Ailuropoda melanoleuca), el ocelote (Leopardus pardalis) y el guepardo (Acinonyx jubatus).
El Australian Museum de Sídney empezó un proyecto de clonación en 1999 del lobo marsupial o tigre de Tasmania (Thylacinus cynocephalus), extinto hace 89 años.
En 2002, los genetistas del museo australiano anunciaron que habían replicado el ADN del lobo marsupial con la reacción en cadena de la polimerasa. Sin embargo en el año 2005, tuvieron que parar el proyecto ya que las células no se habían conservado bien.
Uno de los obstáculos en el intento de clonar especies extintas es la necesidad de encontrar ADN en perfecto estado.

## Debate
Sobre la recuperación de especies extintas existe un debate donde parte de la comunidad científica lo ve como una segunda oportunidad mientras que otros creen que es un error.